# Вителло тоннато
Вите́лло тонна́то (итал. vitello tonnato, буквально: «телятина тунцовая») — блюдо из тонко нарезанных кусочков маринованной телятины, приправленных крем-соусом, одной из составляющих которого является тунец. Является холодным блюдом или закуской, типичной для региона Пьемонт.

## История
Первый из рецептов содержится в книге Пеллегрино Артузи «Наука на кухне и искусство хорошего питания», опубликованной в 1891 году. Но, по мнению исследователей, само блюдо появилось ещё в средние века. Называлось оно «отдохнувшая телятина» и представляло собой кусок варёной телятины, которая нарезалась и оставлялась отдыхать под слоем соуса, содержащего анчоусы.

В первоначальной версии вкус мяса оттенял вовсе не тунец, а анчоусы. В те времена соль была ценным товаром и стоила дорого. Находчивые итальянские купцы покупали её в устье Роны по относительно сносной цене и прятали между слоями анчоусов, чтобы провезти в Италию и продать подороже. В процессе перевозки анчоусы просаливались, что увеличивало срок их хранения, а поскольку стоили они дёшево, их стали повсеместно использовать в рецептах, в том числе и в качестве главного ингредиента этого знаменитого соуса.— Steaklovers.ru

## Рецепт

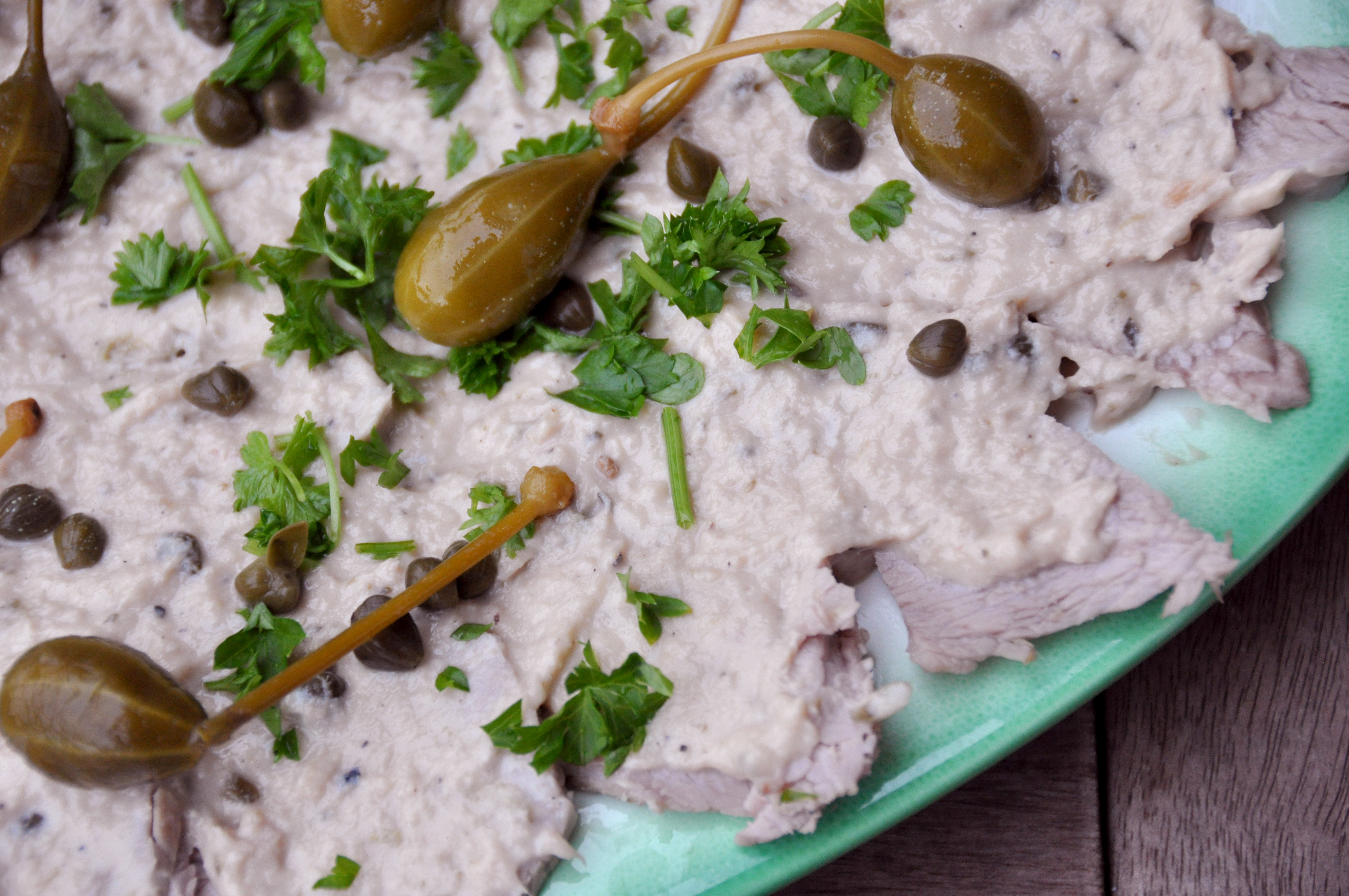

Существует несколько разновидностей рецепта вителло тоннато. Все они отличаются способами приготовления, наличием или отсутствием некоторых ингредиентов.
В классическом рецепте филе телятины обычно маринуют в белом сухом вине с морковью, сельдереем и зеленью. Тонко нарезанные кусочки телятины подают с соусом из тунца. Для приготовления соуса используют измельченное мясо тунца и оливковое масло. Важно готовить соус из консервированного тунца. Соус готовят взбиванием в блендере.
В облегчённом варианте телятину могут варить или запекать. А к соусу из тунца могут добавлять майонез, каперсы, лимон.
Телятину можно заменить цыплёнком, тогда блюдо называется полло тоннато (pollo tonnato; pollo — итал. «цыплёнок»).

Согласно анализу вкусов, проведенному Рэем Марсили (Ray Marsili), самый сильный мясной вкус обусловлен присутствием 2-метил-3-фурантиола (2-methyl-3-furanthiol), а он как раз наиболее отчётливо проявляется в варёной говядине, курином бульоне и консервированном тунце.— Ники Сегнит